# 朱與言
朱與言（？—1455年），字一鹗，江西万安人，明朝政治人物，进士出身。

## 生平
永乐九年（1411年）辛卯科二甲第二十四名進士。宣德年间，历任四川副使。以平定合州盗患立功，升任合州同知。正统初年，召为南京右副都御史。以年老致仕去世。

## 事跡
宣德年間，朱與言任四川按察副使期間，以捕盜至郫縣，怒知縣孫祥不緝捕不力，杖二十。五天後孫祥傷重去世。英宗登極，巡按御史上奏此事，申請追究朱與言之罪，但被英宗赦免。